# Moei
Il fiume Moei (in thailandese แม่น้ำเมย, Maenam Moei, trascrizione IPA: mɛ̂ːnáːm mɤːj; in birmano: သောင်ရင်းမြစ်; in lingua karen s'gaw: Vသူမွဲကျိ) è un affluente del fiume Saluen e per la maggior parte del suo corso segna la frontiera tra la Thailandia e la Birmania.

## Geografia
Il fiume è lungo 327 km e nasce nel distretto di Phop Phra della provincia di Tak, in Thailandia, sulle pendici meridionali dei monti Thanon Thong Chai. Pochi chilometri dopo diventa il confine tra la Thailandia e la Birmania e scorre con un percorso particolarmente tortuoso verso nord-nord-ovest. La stretta valle del Moei si sviluppa tra la catena dei Thanon Thong Chai sul versante thailandese a est e la catena dei Dawna sul versante birmano a ovest. Sul lato birmano si trova il distretto di Myawaddy dello Stato Karen, mentre sul lato thailandese dopo il distretto di Phop Phra entra nel distretto di Mae Sot. Bagna le periferie delle città di Myawaddy e Mae Sot, tra le quali vi è uno dei più importanti valichi di confine tra i due Paesi. Tra le due città fu inaugurato nel 1997 il ponte dell'amicizia Thai-Myanmar, il primo ponte che attraversava il fiume; la struttura si sarebbe rivelata insufficiente per la grande mole di traffico e nel 2019 venne aperto il secondo ponte dell'amicizia Thai-Myanmar, in prossimità del primo.
Proseguendo verso nord entra nel distretto di Mae Ramat per poi passare nel distretto di Tha Song Yang in Thailandia; in corrispondenza del confine tra questi due distretti, sul lato birmano lascia il distretto di Myawaddy ed entra nel distretto di Hpapun. Riceve quindi da destra le acque del fiume Yuam, che segna il confine tra la provincia di Tak e la provincia di Mae Hong Son, e il Moei passa così nel distretto di Sop Moei. Sette chilometri dopo affluisce nel Saluen, che verso nord costituisce a sua volta la linea di confine tra Birmania e Thailandia. Dal punto di confluenza, posto al confine tra il distretto di Sop Moei e gli Stati birmani Karen e Kayah, il Saluen entra in Birmania.

## Fauna ittica
Tra le molte specie di pesci che popolano le acque del Moei si trova la Sperata seenghala, detto in inglese Giant river-catfish, un pesce della famiglia Bagridae che raggiunge in questa regione 1 metro di lunghezza.

## Frontiera thai-birmana sul fiume

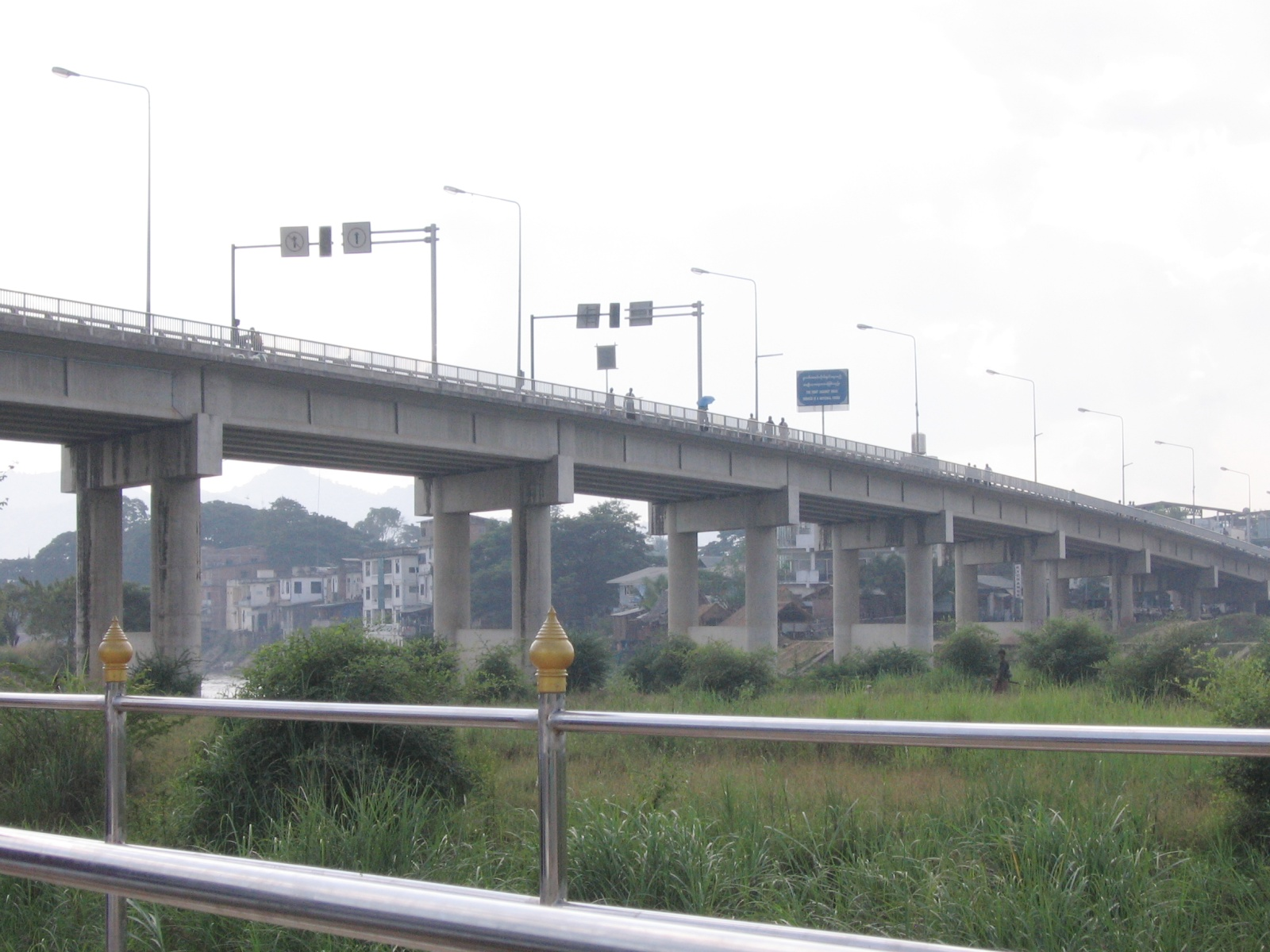
Il ponte sul Moei

A parte il breve tratto iniziale che scorre in Thailandia, il resto del fiume segna la linea di confine tra Birmania e Thailandia. A causa dell'asprezza delle montagne che lo sovrastano, le rive del Moei sono difficilmente raggiungibili dalla Birmania e vi hanno spesso trovato riparo le milizie dell'etnia karen in lotta contro il governo birmano per l'indipendenza. Il fiume è stato spesso teatro di sanguinosi scontri tra queste milizie e l'esercito birmano. Molti karen si sono rifugiati a Mae Sot, dove sono stati aperti centinaia di sweatshop e aziende agricole in cui questi emigrati, molti dei quali illegali, senza permesso di lavoro e bambini lavoratori, sono stati sfruttati e costretti a vivere in condizioni di estrema miseria dai thailandesi. Con il rilassamento delle tensioni etniche in Birmania agli inizi del XXI secolo, molti degli emigrati hanno fatto ritorno alle loro terre dopo aver pagato ingenti somme di denaro ai trafficanti di esseri umani. Altri traffici illegali che attraversano il fiume sono quelli di metanfetamina e sigarette prodotte in Birmania, e di valuta.